# Pudełecznik trójpasy
Pudełecznik trójpasy (Cuora trifasciata) – gatunek żółwia z rodziny batagurowatych (Geoemydidae), żyjący endemicznie w południowych Chinach. Krytycznie zagrożony wyginięciem.

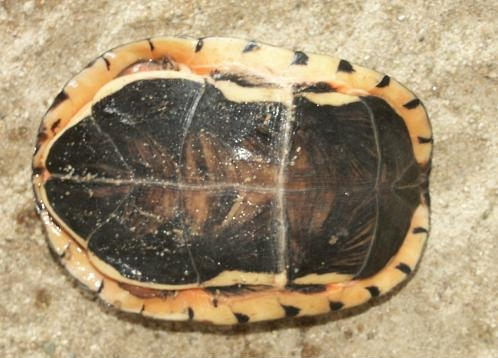
Plastron

Gatunek występuje w Chinach (w prowincjach Guangdong, Fujian, Hajnan oraz w regionie autonomicznym Kuangsi i Hongkongu). Populacje zamieszkujące Laos oraz Wietnam są obecnie uważane za odrębny gatunek – Cuora cyclornata.
Cuora trifasciata często krzyżuje się z żółwiami z tej samej rodziny, zarówno w niewoli jak i na wolności, a potomstwo powstałe z tych krzyżówek jest często zdolne do rozmnażania. Niektóre z takich krzyżówek zostały uznane za odrębne gatunki.
Gatunek Cuora trifasciata został umieszczony w Czerwonej Księdze IUCN jako gatunek krytycznie zagrożony wyginięciem. Żółwie te wykorzystuje się w chińskiej medycynie ludowej, np. do przyrządzania leczniczego deseru "Guīlínggāo", dlatego też są one jednym z najbardziej zagrożonych gatunków żółwi na świecie.
Żółwie z gatunku Cuora trifasciata hoduje się w Chinach na farmach żółwi. Zgodnie z danymi pochodzącymi z części farm (prawie połowy wszystkich farm zarejestrowanych w Chinach), naukowcy oszacowali, że hoduje się na nich ok. 115 900 żółwi z gatunku Cuora trifasciata. Farmy sprzedają rocznie ok. 20 600 osobników tego gatunku, o łącznej wartości 37 mln dolarów, co daje cenę 1800 dolarów za jednego żółwia. Jak dotychczas jest to więc najbardziej cenny żółw świata (przykładowo: popularny gatunek Pelodiscus sinensis wyhodowany w celach konsumpcyjnych kosztuje ok. 7 dolarów za sztukę, a Cuora mouhotii sprzedawany jako zwierzątko domowe – ok. 80 dolarów). Biorąc pod uwagę farmy, które nie zostały wzięte pod uwagę w tych wyliczeniach oraz farmy niezarejestrowane, liczba hodowanych żółwi tego gatunku może być znacznie większa. Największa farma, na której hoduje się Cuora trifasciata, znajduje się w prowincji Guangdong, posiada ok. 2 tys. żółwi.